# Henrique II de Orleães-Longueville
Henrique II de Orleães, Duque de Longueville (em francês:  Henri II de Orléans-Longueville); 6 de abril de 1595 – 11 de maio de 1663) foi um nobre e militar francês pertencente à Casa Orleães-Longueville, ramo que descendia de João de Dunois, chamado o bastardo de Orleães, filho natural de Luís de Valois, Duque de Orleães. Descendia também da Casa de Hochberg.
Foi Par de França, Duque de Longueville, de Estouteville e de Coulommiers, príncipe-soberano de Neuchâtel e de Valangin, príncipe de Châtellaillon, conde de Dunois e de Tancarville, governador da Picardia e depois da Normandia.
Era filho de Henrique I, Duque de Longueville e de Estouteville e de Catarina de Gonzaga-Nevers, filha de Luís Gonzaga, Duque de Nevers. Henrique não conheceu o seu pai que faleceu em Amiens, dois dias após o seu nascimento. O rei Henrique IV de França foi o seu padrinho.

## Biografia
Adversário de Concino Concini, Marechal de França e favorito da regente Maria de Médici, junta-se à revolta organizada por Henrique II de Bourbon-Condé, que se salda pela detenção deste último, e por pesadas dívidas para si próprio. Livra-se destes encargos através de um rico casamento com Luísa de de Bourbon-Soissons. Alguns anos mais tarde, Luís XIII demite-o de governador da Picardia cargo que é entregue ao novo favorito do rei, o Duque de Luynes, obtendo em troca o de governador da Normandia (1619).
Durante o Verão de 1620, adere à revolta de Maria de Medici, mas o Parlamento de Ruão e a cidade de Dieppe, que ele cercava, mantêm-se fieis ao rei. Longueville é suspenso alguns meses das suas funções. A partir daí, mantem-se mais tranquilo durante todo o reinado de Luís XIII, mas o rei só lhe confia um governo militar perante o avanço espanhol de 1636 sobre Corbie. Entre 1637 e 1641, participa em várias campanhas militares no Franco Condado, no Piemonte, na Alsácia e no Palatinado.
A partir de 1645, Longueville dirige a delegação francesa aquando das conversações preliminares da Paz de Vestfália que marca o fim da Guerra dos Trinta Anos (1618-1648).
Enquanto príncipe-soberano de Neuchâtel, foi um travão à hegemonia dos Habsburgos, e alia-se à Confederação Suíça dos XIII cantões (e em particular ao Cantão de Basileia), obtendo do Sacro-Império a isenção formal para todos os cantões. Procura igualmente, durante as negociações da Paz de Vestfália entre 1645 e 1648, obter a adesão de Neuchâtel e Valangin à Confederação.

### A Fronda
Durante o período da Fronda, ele faz parte do grupo de aristocratas que apoiam o Parlamento. Tenta, em vão, sublevar a Normandia (de que era governador) pra socorrer Paris, cercada pelas tropas reais comandadas pelo seu cunhado Luís II, o Grande-Condé. Mas foi facilmente contido pelas tropa do reais de Henrique, Conde de Harcourt, a quem a regente acabara de confiar a província. Ao mesmo tempo, a sua mulher dá à luz Carlos Paris na capital, onde o seu outro cunhado, o Príncipe de Conti, é generalíssimo do exército da Fronda. A família está, na época, profundamente dividida.
A Paz de Rueil, de 11 de março de 1649, é apenas uma trégua de curta duração e, em 14 de janeiro de 1650, ele é detido com os seu dois cunhados (entretanto, Condé revoltara-se contra a regência), sob ordem do cardeal Mazarino.
Morre em Ruão em 1663, com 68 anos, na sua residência, o Hôtel de Saint-Ouen, sendo sepultado na Sainte-Chapelle, em Châteaudun. O seu coração repousa no Convento dos Celestinos de Paris.

### Casamentos e descendência

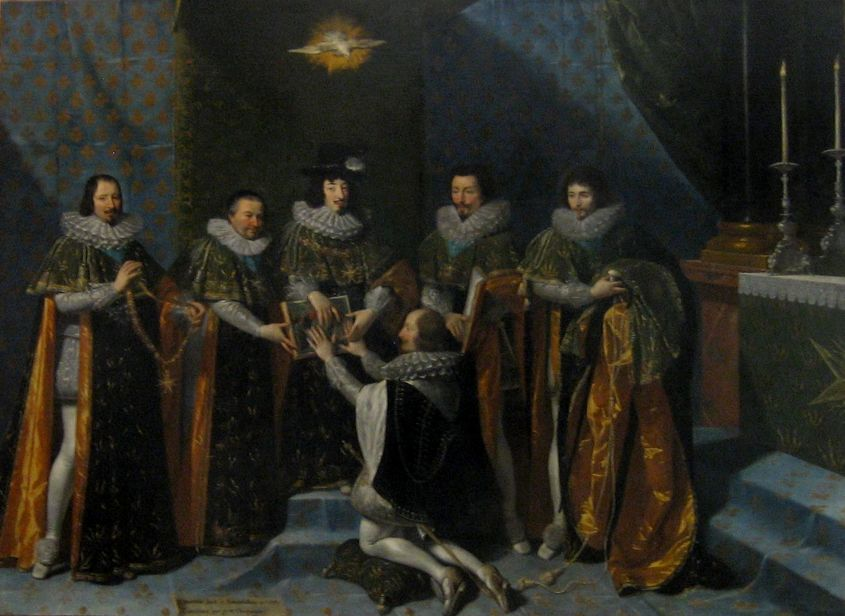
Receção de Henrique II de Orleães na Ordem do Espírito Santo pelo rei Luís XIII, em 15 de maio de 1633.
Philippe de Champaigne, 1633, Museu dos Agostinhos de Toulouse.

A 10 de abril de 1617 casou com Mademoiselle de Soissons (1603 – 1637), filha de Carlos de Bourbon-Condé, Conde de Soissons, e de Ana de Montaflie, de quem teve:
- Maria (Marie) (1625–1707), que viria a casar com Henrique de Saboia, Duque de Nemours, de Genebra e de Aumale, e viria  ser Condessa de Saint-Pol, e última Princesa Soberana de Neuchâtel;
- Luísa (Louise) (1626-1628);
- X... (nascido a 19 de janeiro de 1634, morrendo no dia seguinte).

A 2 de junho de 1642, casa em segunda núpcias com Ana Genoveva de Bourbon, chamada Mademoiselle de Condé (1619 – 1679), irmã de Luís II, o Grande Condé, e com quem tem quatro filhos:
- Carlota Luísa (Charlotte Louise) (1644-1645), chamada Mademoiselle de Dunois;
- João Luís (Jean Louis) (1646-1694), que sucede ao pai como Duque de Longueville e de Estouteville, Príncipe Soberano de Neuchâtel, Conde de Dunois;
- Maria Gabriela (Marie-Gabrielle) (1646-1650);
- Carlos Paris (Charles Paris) (1649-1672), que sucede ao irmão como Duque de Longueville e de Estouteville, Príncipe Soberano de Neuchâtel e de Valangin, Conde de Dunois e Conde de Saint-Pol, nascido da ligação de sua mãe com Francisco de Marcillac, duque de La Rochefoucauld, mas reconhecido por Henrique II como seu filho.

Teve ainda uma filha natural de Jaqueline de Illiers, ababessa, que ele reconhece sob o nome de Catarina Angelica de Orleães (1617-1664), e que se torna Abadessa de Maubuisson.